# Gabriela Rodríguez (Filmproduzentin)
Gabriela Rodríguez (* 20. Jahrhundert) ist eine Filmproduzentin aus Venezuela.
Rodríguez verließ Caracas, um an der Suffolk University zu studieren und Kurse an der Tisch School of the Arts zu absolvieren.
Rodríguez trat erstmals als Produktionsassistentin beim Film Pans Labyrinth (2006) in Erscheinung. Hierbei arbeitete sie auch erstmals mit Alfonso Cuarón zusammen, der hier als Produzent beteiligt war. Im selben Jahr war sie seine Assistentin bei Children of Men. 2013 war sie an Gravity als Associate Producer beteiligt, 2013 produzierte sie den Kurzfilm Aningaaq.
Bei der Oscarverleihung 2019 war sie mit Alfonso Cuarón für den von ihm inszenierten Film Roma für den Oscar in der Kategorie Bester Film nominiert. Die beiden erhielten bei den British Academy Film Awards 2019 zwei Preise: bester nicht-englischsprachiger Film und bester Film. Schon bei den British Independent Film Awards 2018 wurden sie für den besten internationalen Independent-Film ausgezeichnet. Ferner erhielten sie neben weiteren Nominierungen den Goya, den CinEuphoria Award und den Chicago Independent Film Critics Circle Award. Für Alice Rohrwachers Kurzfilm Le pupille von 2022 arbeitete Rodríguez erneut mit Cuarón zusammen. Der Film erhielt anlässlich der 95. Academy Awards eine Oscarnominierung.
Rodríguez ist die erste Latina, die jemals in der Kategorie Bester Film für den Oscar nominiert war.